# Pomiana Camacho de Figueredo
Pomiana Camacho de Figueredo   (Vélez, 1841 - Bogotà, 21 de març de 1889) va ser una escriptora colombiana.
Va néixer a Vélez (Santander) el 1841.
Probablement va ser una habitual dels cercles literaris, on va fer amistat, per exemple, amb literats com Rafael Pombo. El 1873 va publicar la novel·la Escenas de nuestra vida a Bogotà, l'únic exemplar de la qual es conserva a la Biblioteca Luis Ángel Arango. Juntament, amb escriptores d'altres ciutats com Waldina Dávila, a Neiva, Priscila Herrera de Núñez, a Riohacha, entre d'altres, va ser una de les més destacades, estant Camacho radicada a Bogotà. En opinió de Gonzalo España, tot i que Camacho no va ser una escriptora professional, demostra l'ús d'innovacions de forma espontània i construeix una història truculenta, amb temes com els matrimonis concertats, l'enamorament, l'embaràs fora del matrimoni, trabes socials existents en la societat patriarcal, tot amarat amb un discurs moral que sovint fa lenta i enrevessada la novel·la.
Entre els seus fills hi ha Zenón Figueredo, militar que va combatre i morir a la Guerra dels Mil Dies.
Va morir a Bogotà el 21 de març de 1889, als 48 anys.